# Miramar (Tamaulipas)
Miramar is een plaats in de Mexicaanse deelstaat Tamaulipas. Miramar heeft 82.079 inwoners en is gelegen in de gemeente Altamira.